# Widespread Panic
A Widespread Panic amerikai southern rock/blues-rock/fúziós jazz/jam rock zenekar. 1986-ban alakult Athens-ben.

## Története
John Bell és Michael Houser a Georgiai Egyetemen találkoztak. Bell már egy éve gitározott és meghívta barátját, Housert, hogy együtt játsszanak. Elkezdtek dalokat szerezni, majd 1986 februárjában megtartották első koncertjüket, a Widespread Panic név alatt. A név onnan származik, hogy abban az időben Houser-nek gyakran voltak pánikbetegségei. 1987-ben leszerződtek a Landslide Recordshoz. Első nagylemezüket 1988-ban adták ki, azóta még 11 stúdióalbumot jelentettek meg. A rajongók gyakran hasonlítják stílusukat a Grateful Deadhez és a Phish-hez (amelyek szintén jam band zenekarok). A Moe nevű jam bandhez hasonlóan a Widespread Panic is több jótékonysági koncerten fellépett.

## Tagok
- John Bell - ének, gitár (1986-)
- Dave Schools - basszusgitár, ének (1986-)
- Domingo S. Ortiz - ütős hangszerek (1988-)
- John Hermann - billentyűk, ének (1992-)
- Jimmy Herring - gitár (2006-)
- Duane Trucks - dob (2016-)

## Korábbi tagok
- Todd Nance - dob, ének (1986-2016, 2020-ban elhunyt)[2]
- Michael Houser - gitár, ének (1986-2002, 2002-ben elhunyt)[3]
- T Lavitz - billentyűk (1991-1992)
- George McConnell - gitár, ének (2002-2006)

## Diszkográfia
- Space Wrangler (1988)
- Widespread Panic (1991)
- Everyday (1993)
- Ain't Life Grand (1994)
- Bombs & Butterflies (1997)
- 'Til the Medicine Takes (1999)
- Don't Tell the Band (2001)
- Ball (2003)
- Earth to America (2006)
- Free Somehow (2008)
- Dirty Side Down (2010)
- Street Dogs (2015)